# Асима Чатърджи
Асима Чатърджи (на английски: Asima Chatterjee) (23 септември 1917 – 22 ноември 2006) е индийска химичка, известна с работата си в областта на органичната химия и фитомедицината. Най-известният ѝ труд съдържа изследване на алкалоидите от растенията от рода Винка, разработването на лекарствени средства срещу епилепсия и малария. Тя е автор и на значителен обем материали за медицинските растения, използвани на индийския субконтинент. Асима Чатърджи е първата жена, получила докторска степен от индийски университет.

## Биография
Чатърджи (по баща Мукерджи) е родена на 23 септември 1917 в Калкута, Бенгал. Израства в Калкута в семейство от средната класа, в което е насърчена да получи образование. Баща ѝ проявява много силен интерес към ботаниката, който се предава и на Асима. През 1936 година тя завършва с отличие химия в Шотландския църковен колеж към Университета в Калкута.

## Академична кариера
Асима Чатърджи получава магистърска степен през 1938 година и докторска степен през 1944 година по органична химия от Университета в Калкута. Тя е първата индийка, защитила докторат в областта на науката. Докторската ѝ дисертация е посветена на химията на растителните продукти и синтетичната органична химия. Добива изследователски опит и в Университета в Уисконсин и Калифорнийския технологичен институт.
Изследванията ѝ са съсредоточени върху химикотерапевтични лекарства, получени от естествени продукти, като четиридесет години от живота си посвещава на изследването на различни алкалоидни съединения. Открива противоепилептичното действие на растението Marsilea minuta и противомаларичното действие на растенията Alstonia scholaris, Swertia chirata, Picrorhiza kurroa и Caesalpinia crista. Активните им съставки обаче при клинични изпитания не показват по-добро действие от лекарствата, текущо използвани при тези състояния.
Автор е на около 400 статии, публикувани както в национални, така и в международни списания.